# Companhia Pantaleone Arcuri
Companhia Industrial e Construtora Pantaleone Arcuri foi uma empresa brasileira do ramo de construção civil. Fundada em 1895, era sediada em Juiz de Fora, Minas Gerais, município onde destacou-se pela construção do Paço Municipal e do Cine-Theatro Central, entre outros. Encerrou suas atividades na década de 1940.

## História
A empresa foi fundada em 1895 pelos imigrantes italianos Pantaleone Arcuri e Pedro Timponi, sob o nome de Pantaleone Arcuri e Timponi. Em 1898, Timponi se desligou da firma, enquanto Antônio Spinelli passou a fazer parte da sociedade. O escritório da construtura funcionou originalmente na esquina da Rua Santa Rita e antiga Rua do Imperador (atual Avenida Getúlio Vargas), com sede na Rua Espírito Santo, às margens do Córrego Independência. A sede definitiva da firma, cujo projeto ficou a cargo de Raffaele Arcuri, foi inaugurada em 1923, dominando toda a parte baixa da Rua Espírito Santo.
À época principal empresa do ramo de construção de Juiz de Fora, destacou-se por suas oficinas onde eram produzidas telhas de amianto, janelas, portas e ladrilhos hidráulicos, entre outros materiais, chegando inclusive a ter, na década de 1920, uma representação de automóveis Fiat importados da Itália. Os projetos da companhia, de autoria de Salvatore Notarroberto, do próprio Pantaleone ou de seus filhos Raffaele e Artur Arcuri, assim como as construções realizadas por ela a partir de projetos de outros profissionais, demonstravam a confluência de vários estilos arquitetônicos, do eclético ao modernismo, passando pelo art-nouveau e pelo art-déco.

## Edifício Comendador Pantaleone Arcuri
O terreno onde foi edificada a sede da empresa foi comprado em 1911 por Pantaleone e seu cunhado Giuseppe Spinelli. A princípio, o primeiro piso abrigou a construtora, enquanto o andar superior foi utilizado como residência de Pantaleone Arcuri e sua família. Após a morte do patriarca, o pavimento foi incorporado à parte destinada a hospedagens, que funcionava no mesmo andar.
O edifício foi tombado pelo patrimônio municipal em 28 de dezembro de 1988, e a partir de 8 de outubro de 2001 passou a fazer parte, juntamente com a Escola Normal e as antigas instalações da Companhia Mineira de Eletricidade e da Companhia Têxtil Bernardo Mascarenhas, do Núcleo Histórico e Arquitetônico da Praça Antônio Carlos.
A denominação do prédio foi estabelecida pela Lei Estadual nº 17.499, de 19 de maio de 2008. O local abriga atualmente o Centro de Referência da Assistência Social (Cras) Centro, órgão da Prefeitura de Juiz de Fora.

## Projetos
Entre as obras da Pantaleone Arcuri em Juiz de Fora que sobreviveram ao tempo, estão:
- Associação Comercial
- Banco de Crédito Real
- Capela Senhor dos Passos
- Casa d'Italia
- Castelinho dos Bracher
- Companhia Mineira de Eletricidade
- Cine-Theatro Central
- Colégio Santa Catarina
- Edifício Ciampi
- Edifício Clube Juiz de Fora
- Edifício Comendador Pantaleone Arcuri
- Escola Normal
- Igreja de São Sebastião
- Igreja Nossa Senhora do Rosário
- Instituto Granbery
- Palace Hotel
- Palacete Felett
- Palacete Pinho
- Príncipe Hotel
- Repartições Municipaes
- Edifício Verona